# 일본국 헌법 제2조
일본국 헌법 제2조(일본어: 日本国憲法第2条)은 일본국 헌법 제1장 "천황"의 조문 중 하나이다. 황위 계승에 대해 규정하고 있다.

## 조문
일본국 헌법 제2조
황위는 세습되며, 국회가 의결한 황실전범이 정하는 바에 의하여 이를 계승한다.

## 해설
일본국 헌법 제2조는 제14조의 예외 규정 중 하나로써 황위의 세습제를 규정하지만, 세부 사항은 황실전범의 규정에 맡기고 있다.
여기서 "국회가 의결한 황실전범"이라고 규정한 것은, 이전 일본 제국 헌법에서는 제74조 제1항에서 "황실전범의 개정에는 제국 의회의 의결을 필요로 하지 않는다"는 내용이 담겨 있어 황실을 규정하는 황실전범은 통상적인 법과는 다른 특수한 취급을 받아 왔다는 점이 반영된 것으로 해석되고 있다. 일본국 헌법 제1조에서 국민주권 및 상징 천황제가 규정되면서 일본 국민의 총의에 의한 천황의 지위 승계에 대해서는 국민의 대표 기관인 국회의 의결에 근거한 황실전범에 따라 결정하는 것이 옳다고 판단한 것이다.
일본 제국 헌법에서는 제2조에서 "황위는 천황의 남자 후손이 승계한다"는 것이 규정되어 있었다.